# DABiS800
Die Produktfamilie DABiS800 ist eine Sendeautomations-Plattform für die Verarbeitung von Sendeinhalten von Content in Radio- und Fernsehstationen. Aufgrund der offenen Architektur liefert DABiS800 u. a. Podcast Management, Nachrichtenticker, SMS/MMS, Dynamisches Radio Data System (RDS), Local based Services und Radio Shopping.
Alle Bereiche (Redaktion, Produktion, Musik, Moderation, Werbedisposition etc.) arbeiten in einer einheitlichen Arbeitsumgebung. Mit DABiS800 kann stationär, mobil und/oder im Verbund von mehreren Standorten gearbeitet werden.
Die Erweiterung des Funktionsumfanges ist abhängig von der Größe der Radio- resp. Fernsehstationen und erfolgt durch die Softwarelizenzierung.
Entwickelt wurden die Programme ab 1996 von der schweizerischen Sohard AG im Auftrag der Dabis AG.
Heute wird DABiS800 im deutschsprachigen Raum als Standardprodukt von mehr als 100 Radiostationen eingesetzt.
Eingesetzt wird DABiS800 in folgenden Bereichen:

## Studio

### Studio Controller 8
Der DABiS800 Studio Controller 8 ist die OnAir-Applikation des Moderators:
- Live-Assist oder Automatik-Modus
- senderbezogene Workflows sind einfach abbildbar
- Faderzuordnung der Ausspielwege ist dynamisch und variabel
- Design, Funktionalität und Bedienung sind individuell konfigurierbar
- Streamen von WebChannels mit integriertem Encoding und Soundprocessing

## Streaming

### Streaming Unit
Die DABiS800 Streaming Unit bildet den vollautomatisierten Workflow für Internet-Streams ab. Der neue DABiS800 Streaming Service holt selbstständig Musiklisten ab, fügt das notwendige Senderaster ein und füllt die Musik ab. Abhängig vom Musikplanungssystem kann auch das automatische Planen der Musik angestoßen werden. Innerhalb vom Playout sind die notwendigen Standard-http-Requests integriert. Optional kann der in DABiS800 vorhandene Werbeimport für die Streaming-Wellen angewendet werden. Voraussetzung für den Betrieb ist eine Basisinstallation von DABiS800.

### Playout Monitor & Recorder
Mit dem DABiS800 Playout Monitor & Recorder können beliebige Audioeingänge, Audiostreams sowie Playout-Instanzen folgender Module überwacht und aufgezeichnet werden: DABiS800 Studio-/Regio-Controller und DABiS800 Internet Playout. Die konfigurierten Playout-Instanzen werden übersichtlich in Listenform dargestellt. Jede Instanz kann mit dem DABiS800 Remote Controller bedient werden. Wenn sich die entsprechende SC-Instanz auf demselben Rechner wie der Playout Monitor befindet, wird diese in den Vordergrund positioniert.

## News

### Newsroom Suite
Die DABiS800 Newsroom Suite ist ein Komplettpaket für Radiostationen zur Erstellung, Produktion, Planung, Live-Präsentation oder Vorproduktion von Nachrichtensendungen.

## Redaktion und Planung

### Planning Base
Die Planning Base ist die zentrale Applikation für alle Mitarbeiter. Damit werden unter anderem:
- der Zugriff auf alle Multimedia-Daten im Sender resp. im Senderverbund gewährleistet und geschützt
- Elemente geschnitten und produziert
- Sendungen geplant und gevoicetrackt
- der Content für den Onlinebereich bereitgestellt (z. B. Podcast, Ticker, Tweets)

### Mobile Base
Die DABiS800 Mobile Base ist eine App für den Reporter:
- Import von Audio aus branchenüblichen Recorder- und Schnittsystem-Apps
- Einfaches Ergänzen der Metadaten und Übertragen der Beiträge beim Upload in die Event Base
- Browsen in Fächern und direktes Vorhören von Elementen aus der Event Base
- Favoriten Funktion für häufig verwendete Fächer

## Produktion

### Voice Tracking
Das DABiS800 Voice Tracking ist die Kombination zwischen Crossfade-Editing und Off-Air Recording. Es ist vollkommen in die DABiS800 Planning Base integriert. Durch die Integration von intelligenten Funktionen können Sendungen in wenigen Schritten vorproduziert werden.